# Нанчанг
Нанчанг (南昌) град је Кини у покрајини Ђангси. Према процени из 2009. у граду је живело 2.092.603 становника.

## Становништво
Према процени, у граду је 2009. живело 2.092.603 становника.
| 1990.     | 2000.     | 2009.     |
| --------- | --------- | --------- |
| 1.134.114 | 1.584.833 | 2.092.603 |

## Географија
Нанчанг се налази у центру провинције Ђангси у југоисточној Кини, на јужној обали реке Ган, одмах испод њеног ушћа у реку Сјин и неких 40 км југозападно од њеног ушћа у Појанг језеро (највеће кинеско језеро), и око 130 км јужно од реке Јангце.

## Историја
Нанчанг је град са дугом историјом, а остаци стари 50.000 година пронађени су у градском округу Ањи. У најранијим кинеској историји, Мин-Јуе људи из Џеђанга и Фуђена су се населили у области Нанчанга. Током Пролећног и јесењег периода (722. п.н.е. - 481. п.н.е) овај регион је био део Краљевства Ву, а 221. п.н.е.  освојила га је Династија Ћин, која је ујединила Кину у Кинеско царство. Тада су организовани бројни срезови и штабови за обезбеђење путева ка југу. Следећа Династија Хан је развила град у велики административни центар војне покрајине Јуџанг. Речено је да га је сам цар Гао-цу назвао „Нанчанг“ („Јужни цвет“), изведен из слогана о развоју данашње јужне Кине.
Године 589, током Династије Суеј, војни крајолик је трансформисан у префектуру Хонгџоу (洪州), а након 763. године Нанчанг је постао главни град провинције Ђангси, што је убрзало раст, па је тако да је у КСИИ веку постао центар најнасељеније провинције у Кини.
Године 959. под јужним Танг режимом, Нанчанг је постао седиште префектуре „Ђангнанси“ („запад испод реке“) и јужна престоница. Међутим, тек у династији Минг покрајина је стигла до данашњих граница. У 13. веку, Хан Кинези су се преселили на југ Ђангсија, у исто време када је цела провинција дошла под утицај трговачких центара на северу, Хангџоуа и Нанкинга, који су експлоатисали руднике у Ђангсију.
Током Тајпиншког устанка (1850–1864), Нанчанг је био први већи град који су освојили устаници, а када је царска војска потиснула устанике, источни и јужни Ђангси су биле последње области које су се предале. У исто време, Први и Други опијумски рат су приморали Царство да отвори луку Ђуђанг за стране трговце. Нанчанг је изгубио значај као трговачки центар пошто су копнене руте за Гуангџоу замениле обалске паробродове у другој половини 19. века. 
Након пада династије Ћинг 1911. године, Ђангси је накратко био независан, да би 1920-их пао под утицај господара рата из Хебеја. Нанчанг је подржавао Куоминтанг током Кинески грађански рат, али је такође био место комунистичког устанка, што је била реакција на Шангајски масакр 1927. године. Иако су комунисти успели да задрже град само неколико дана, формирано је створено језгро војске и начин организовања од којег је касније формирана кинеска Народноослободилачка армија. 
Године 1939. овде се одвила жестока битка између Кинеске националне револуционарне армије и царске јапанске армије у Другом кинеско-јапанском рату, позната као битка за Нанчанг. После јапанске победе, Јапанско царство је успоставило своју власт у провинцијама Ђианси и Хунан.
Од 1949. године Нанчанг је био у великој мери индустријализован са фабрикама за памучну тканину, папир, пољопривредну опрему и дизел моторе, а касније и камионе и тракторе, као и гуму. Постоји и велика хемијска индустрија која производи пољопривредне хемикалије и инсектициде као и лекове.